# Godmanchester
Godmanchester – miasto w Wielkiej Brytanii, w Anglii w hrabstwie Cambridgeshire, położone na zachodzie hrabstwa, na południowym brzegu rzeki Great Ouse, na południe od Huntingdon. W r. 2001 miasto liczyło 5 500 mieszkańców i było najszybciej rozwijającym się miastem Anglii w dziesięcioleciu 1981-1991 (81 procent).

## Historia
Miejsce zamieszkane już za czasów celtyckich. W okresie panowania rzymskiego znajdowało się na skrzyżowaniu szlaków Colchester - Chester i Cambridge - Chester. O położeniu miasta w tym miejscu zadecydowało żwirowe podłoże rzeki i ułatwiający przeprawę bród. Po raz pierwszy miasto uzyskało przywileje w r. 1212, przez kilka lat będąc miastem targowym; znajdował się tu też dwór królewski. Miasto odwiedził w r. 1603 król Jakub I Stuart w swej pierwszej królewskiej podróży.